# Alexander Kerr
Alexander John Henry Kerr (Ilford, 2 dicembre 1892 – Stepney, 4 dicembre 1964) è stato un esploratore, ingegnere e militare britannico.
Offertosi volontario per la spedizione Endurance, Ernest Shackleton lo accetta come ingegnere. Durante la forzata sosta in Antartide diventa amico di Lewis Rickinson, ingegnere capo della missione.
Al ritorno in Inghilterra prende il suo posto nella Royal Navy dove combatte a bordo di una dragamine nel mare Artico. Contattato di nuovo dal suo vecchio comandante per la spedizione Quest, decide di tornare di nuovo in Antartide, ma la missione venne annullata a causa della morte di Shackleton.
Di nuovo a Londra, lavora per qualche anno per la marina mercantile per poi aprire un negozio di vendita all'ingrosso.